# Troglodytes rufulus
Troglodytes rufulus là một loài chim trong họ Troglodytidae.